# 679
679 (DCLXXIX na numeração romana) foi um ano comum do século VII, do Calendário Juliano, da Era de Cristo, teve início a um sábado e terminou também a um sábado, sua letra dominical foi B.
| ano completo                   |
| ------------------------------ |
| Ano comum com início ao sábado |